# Fosse Lambrecht
La fosse Lambrecht ou Félix Lambrecht de la Compagnie des mines d'Anzin est un ancien charbonnage du Bassin minier du Nord-Pas-de-Calais, situé à Wallers. Le puits Lambrecht no 1 est commencé en 1879. Le puits d'aérage Lambrecht no 2 est entrepris à partir de 1888. Une petite cité composée de quelques maisons est construite près de la fosse. Les terrils nos 154 et 155 sont édifiés près de la fosse. La fosse est détruite pendant la Première Guerre mondiale. Reconstruite, elle cesse d'extraire en 1933. Elle assure alors l'aérage de la fosse Audiffret Pasquier, sise à Escaudain.
La Compagnie des mines d'Anzin est nationalisée en 1946, et intègre le Groupe de Valenciennes. Les deux puits sont remblayés en 1954, peu avant la concentration de la fosse Audiffret Pasquier sur la fosse Saint-Mark, survenue le 1er mai 1956. Les terrils sont exploitées.
Au début du XXIe siècle, Charbonnages de France matérialise les têtes des puits Lambrecht nos 1 et 2. Un sondage de décompression est entrepris près de la fosse en décembre 2004. Les terrils sont utilisés comme terrains d'autocross et de moto-cross.

## La fosse

### Fonçage
La fosse Lambrecht a été commencée en 1879, à 2 400 mètres à l'ouest de la fosse d'Haveluy. L'orifice du puits no 1 est situé à l'altitude de 47 mètres. Elle a atteint le terrain houiller à la profondeur de 81 ou 82 mètres.
La fosse est baptisée en hommage à Félix Lambrecht, régisseur de la Compagnie d'Anzin, décédé le 8 septembre 1871.

### Exploitation
Des accrochages ont été établis à 150 et 200 mètres. Un faisceau de veines a été recoupé, elles se succèdent dans l'ordre suivant, du nord au sud : Nouvelle Veine, Lambrecht, Veine de 48 centimètres, Adolphine, Veine à l'escaillage (ou Escaille), Veine de 50 centimètres, et Veine de 64 centimètres. La composition moyenne du faisceau est donnée par le tableau ci-dessous.
| Coupes des veines                                        | Nature  | Nature  | Distance moyenne | Proportion (en pourcentage) | Proportion (en pourcentage) | Proportion (en pourcentage) | Couleur des cendres |
| Coupes des veines                                        | du toit | du mur  | Distance moyenne | matières volatiles          | carbone dans le coke        | cendres dans le coke        | Couleur des cendres |
| -------------------------------------------------------- | ------- | ------- | ---------------- | --------------------------- | --------------------------- | --------------------------- | ------------------- |
| Nouvelle veine H : 50                                    | *       | *       | *                | *                           | *                           | *                           | *                   |
| Lambrecht E : 50, H : 30, E : 10, S : 60, H : 98, E : 18 | schiste | schiste | 40 mètres        | 16,83                       | 77,72                       | 5,40                        | gris                |
| Veine de 48 centimètres (passée)                         | *       | *       | 100 mètres       | 18,26                       | 76,14                       | 5,60                        | *                   |
| Adolphine E : 12, H : 75, S : 30, E : 20                 | schiste | schiste | 27 mètres        | 17,20                       | 74,66                       | 8,14                        | blanc               |
| Veine à l'escaillage ou Escaille H : 35, E : 45          | schiste | schiste | 27 mètres        | *                           | *                           | *                           | *                   |
| Veine de 50 centimètres T : 8, H : 28, H : 20, E : 4     | schiste | schiste | 29 mètres        | *                           | *                           | *                           | *                   |
| Veine de 64 centimètres H : 30, S : 70, H : 54, M : 40   | schiste | schiste | *                | 19,56                       | 76,14                       | 4,30                        | gris                |
| 1. 2.                                                    |         |         |                  |                             |                             |                             |                     |

Les veines Lambrecht et Adolphine sont exploitées sous les mêmes noms à la fosse Haveluy. Veine de 48 centimètres est à peu près inexploitable, et ne se retrouve pas à cette dernière fosse, vers laquelle elle vient sans doute se perdre. Quant aux veines à l'escaillage, de 60 centimètres et de 64 centimètres, elles vont sans doute s'amincir vers l'est, pour y disparaître ou s'y réduire à des filets de charbon, d'une épaisseur insignifiante. Dans tous les cas, il semble probable qu'aucune d'entre elles ne correspond à Deuxième veine d'Haveluy, qui sera recoupée par les galeries de la fosse Lambrecht à une plus grande distance au sud, à moins qu'elle ne soit interrompue auparavant par le cran de retour. En réalité, on ne compte encore, à la fosse Lambrecht, que deux veines qui paraissent devoir être généralement exploitables : Lambrecht et Adolphine. Les autres sont beaucoup moins belles. La régularité même des terrains laisse encore à désirer : ils sont assez tourmentés, brouillés par endroits, et rejetés par de petits dressants, qui donnent au gisement son aspect capricieux. Dans Adolphine et Veine de 64 centimètres, il y a de nombreux étranglements, surtout du côté du couchant. Si l'hypothèse du passage du cran de retour à 270 mètres de la fosse Bellevue à Denain, au niveau de 120 mètres, est exacte, cet accident doit se trouver, en affleurement, à 800 ou 900 mètres de la fosse Lambrecht. C'est probablement à ce voisinage que l'irrégularité des terrains doit être attribuée. Il est possible de s'en rendre compte en examinant les plans des travaux : les contours des voies de fond sont sinueux, et les galeries ont subitent de brusques changements de direction, à cause des replis des veines dans lesquelles elles sont situées, ou des accidents qui les rejettent.

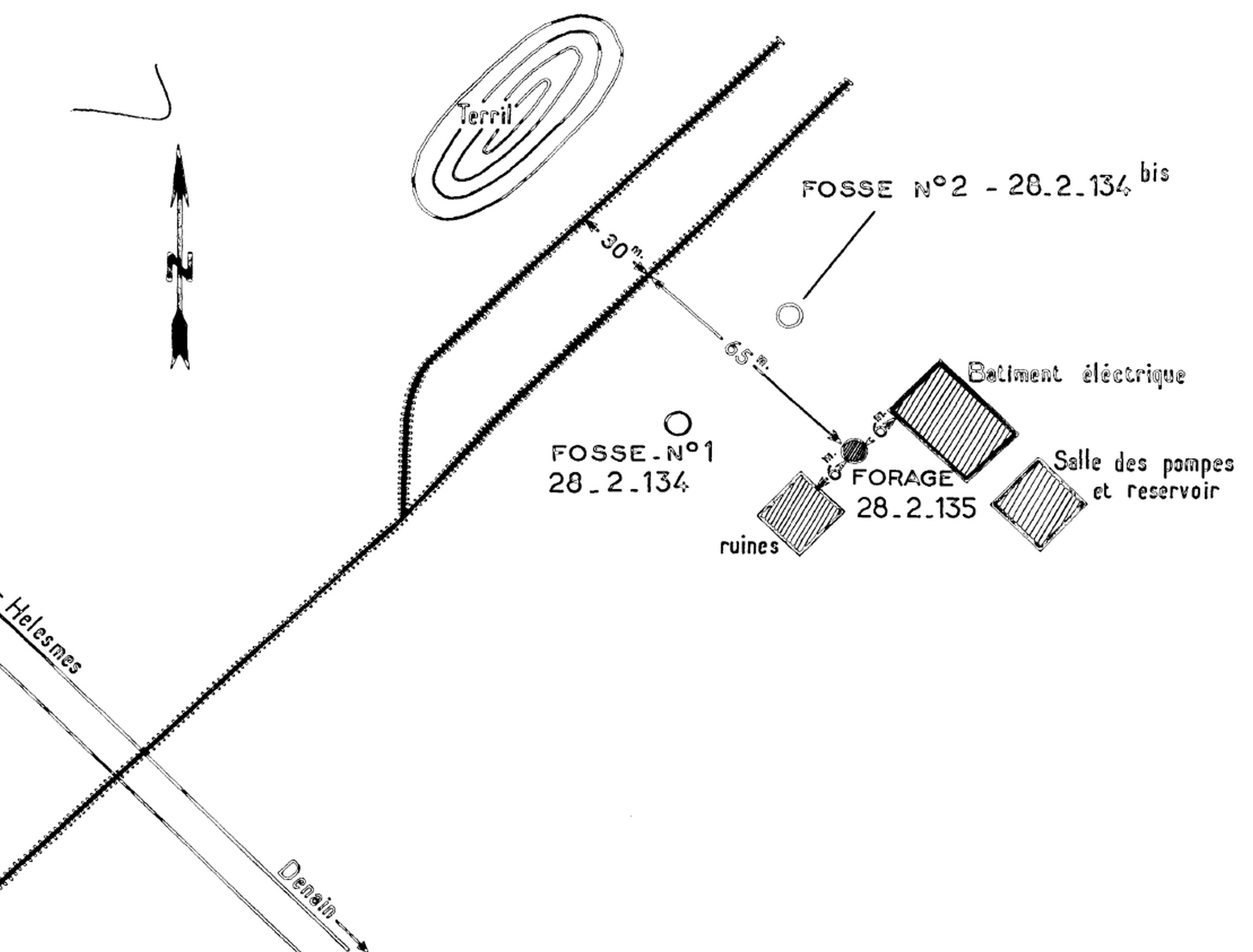
Plan du carreau de fosse vers 1960, alors que les chevalements ont été détruits.

Le puits d'aérage Lambrecht no 2 est commencé en 1888, il est situé à 35 mètres au nord-est du premier puits. Un puits d'alimentation en eau, profond de plus de 50 mètres, est établi près des puits, il est maçonné sur toute sa hauteur, et d'un diamètre de 1,50 mètre,.
La fosse est détruite pendant la Première Guerre mondiale. Reconstruite, elle cesse d'extraire en 1933, après avoir extrait 6 357 000 tonnes de houille. Elle assure ensuite l'aérage de la fosse Audiffret Pasquier sise à Escaudain à 2 036 mètres à l'ouest-sud-ouest.
La Compagnie des mines d'Anzin est nationalisée en 1946, et intègre le Groupe de Valenciennes. Les puits Lambrecht nos 1 et 2, respectivement profonds de 573 et de 453 mètres, sont remblayés en 1954,, peu avant la concentration de la fosse Audiffret Pasquier sur la fosse Saint-Mark, survenue le 1er mai 1956.

### Reconversion
Au début du XXIe siècle, Charbonnages de France matérialise les têtes des puits Lambrecht nos 1 et 2. Un sondage de décompression S42 est entrepris du 8 au 20 décembre 2004 au nord-est du terril no 154, à Hélesmes, sa profondeur est de cent mètres, et son diamètre de quatorze centimètres,. Le BRGM y effectue des inspections chaque année. Il ne reste rien de la fosse, dont le carreau est utilisé pour le moto-cross.

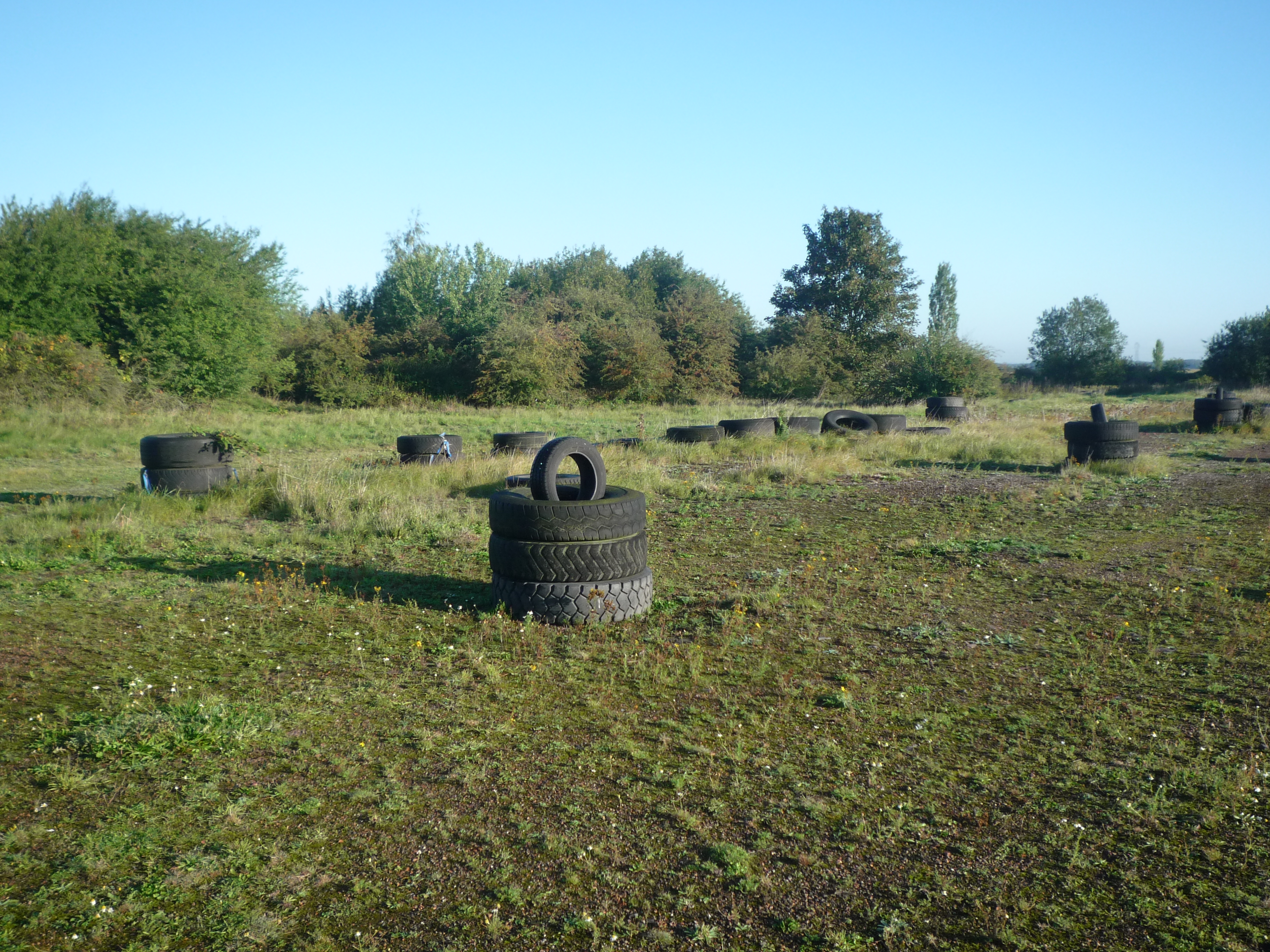
Le carreau de fosse.
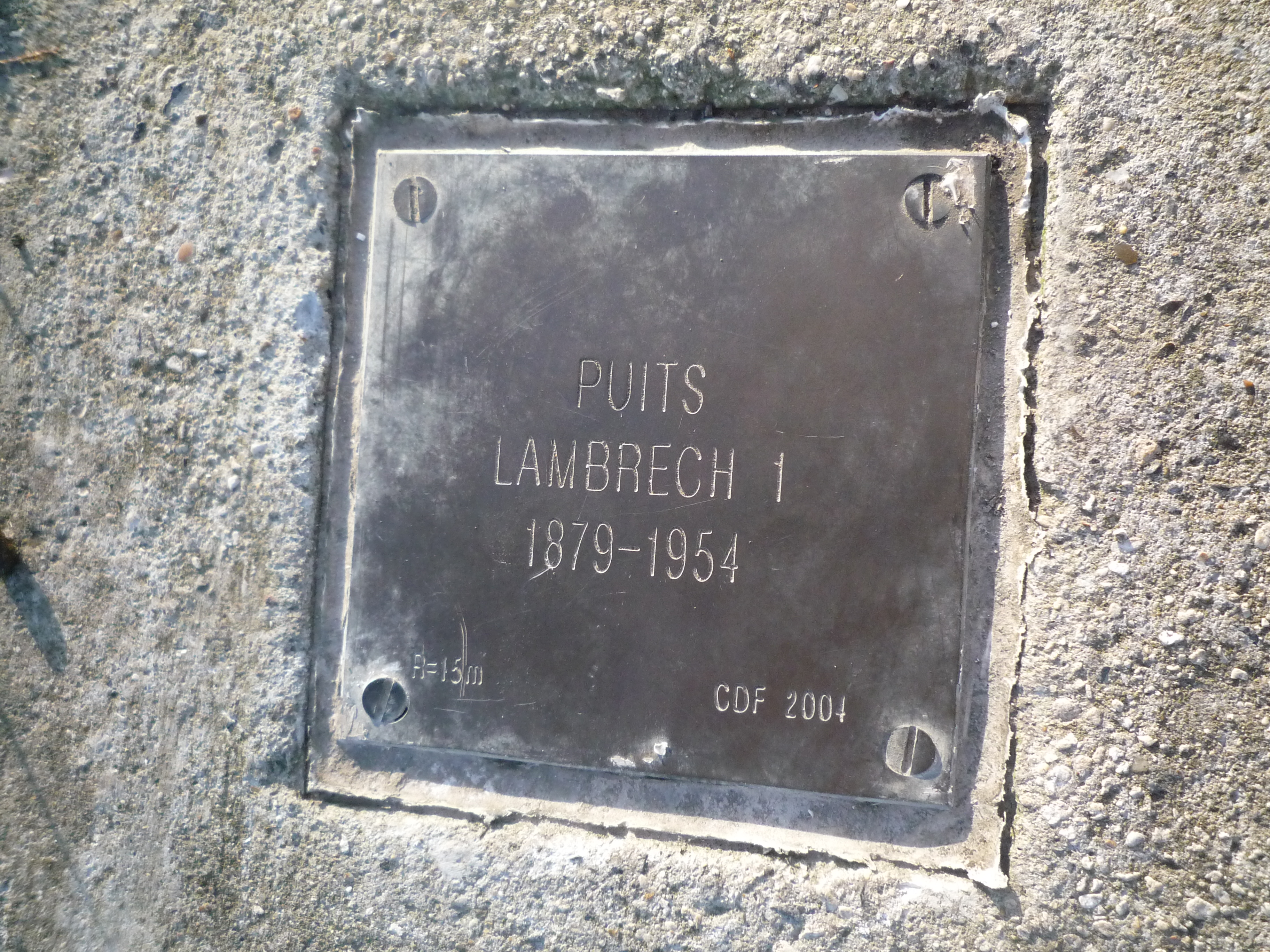
Puits no 1, 1879 - 1954.
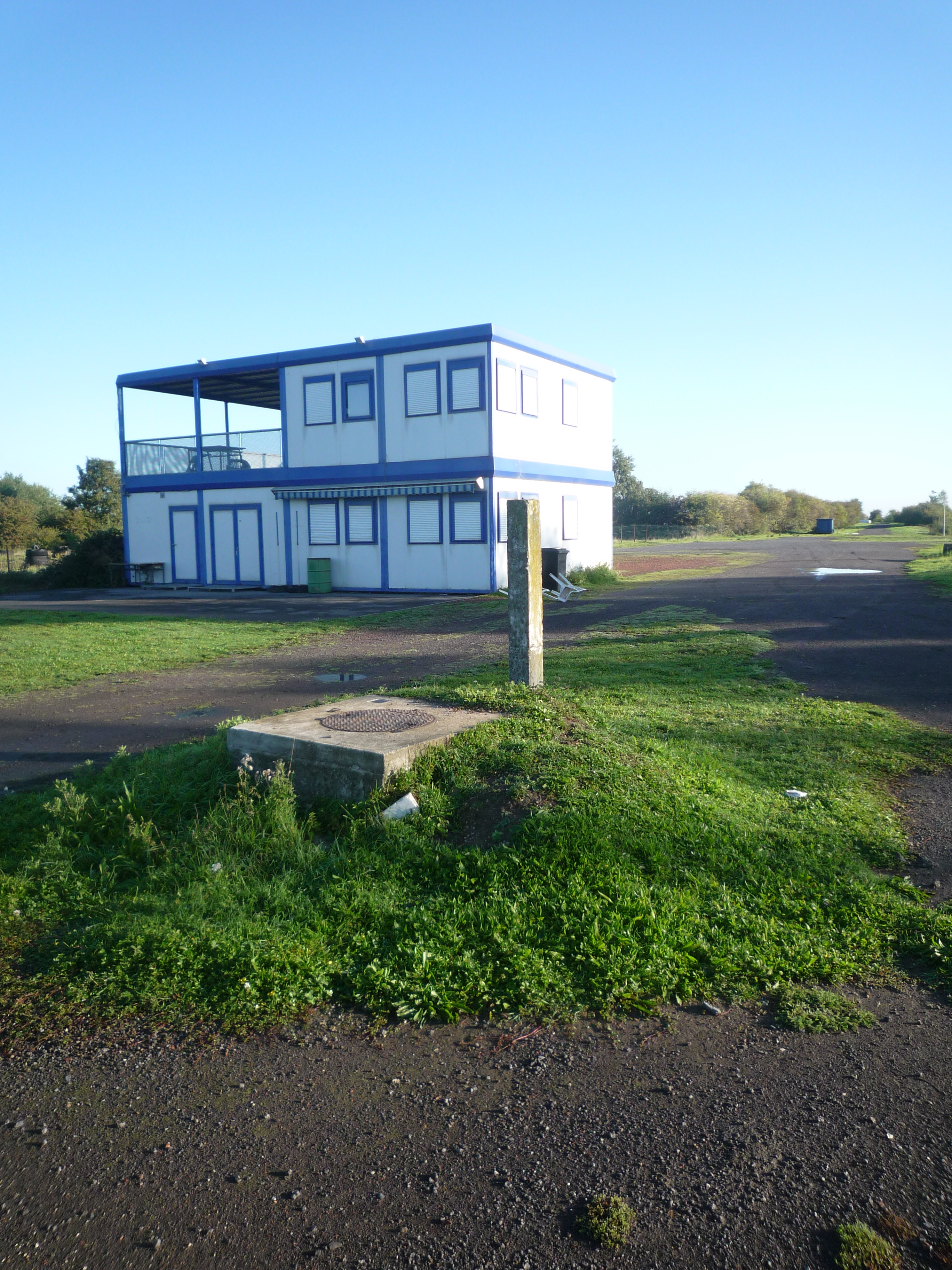
Le puits dans son environnement.
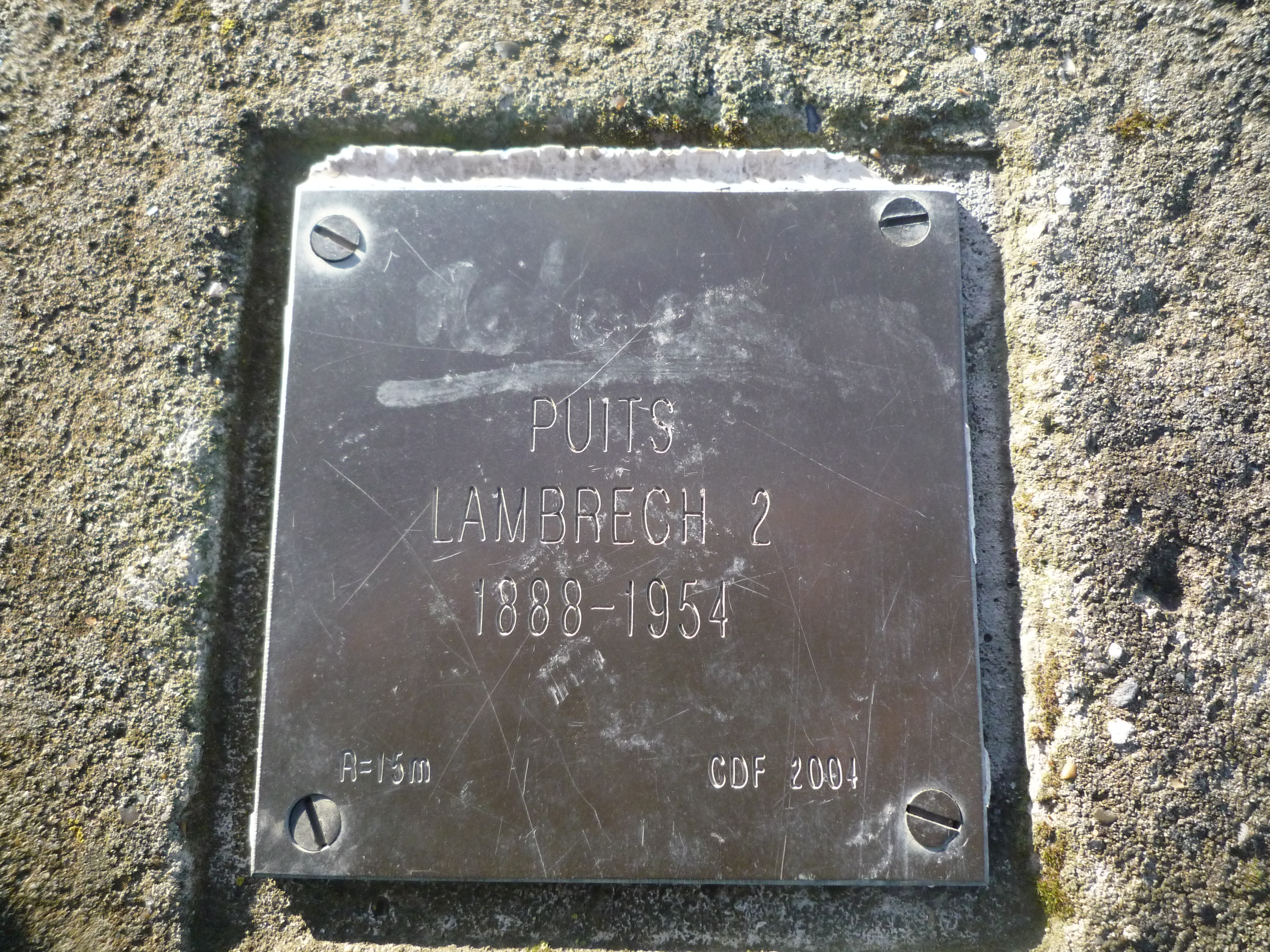
Puits no 2, 1888 - 1954.
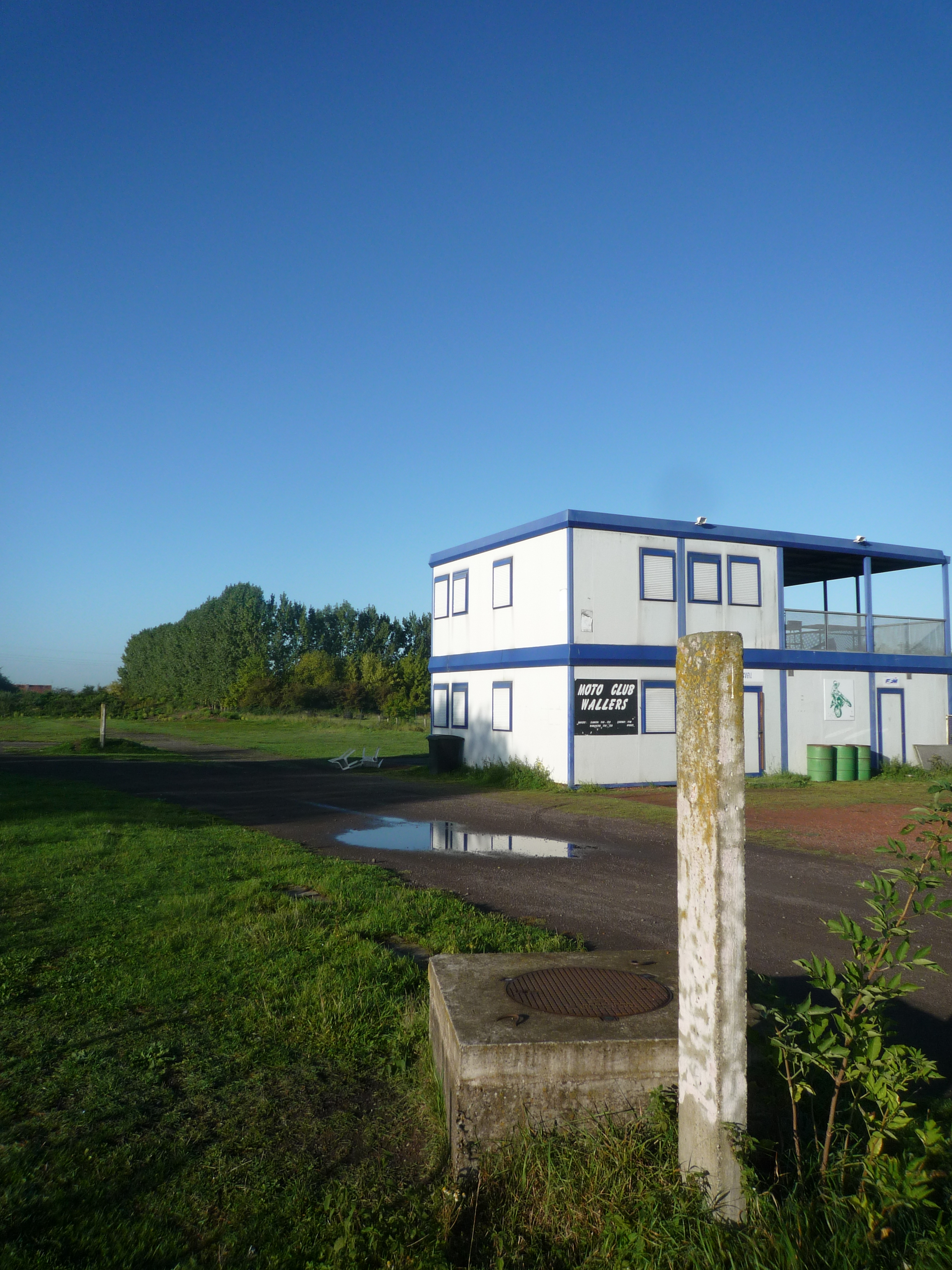
Le puits dans son environnement.
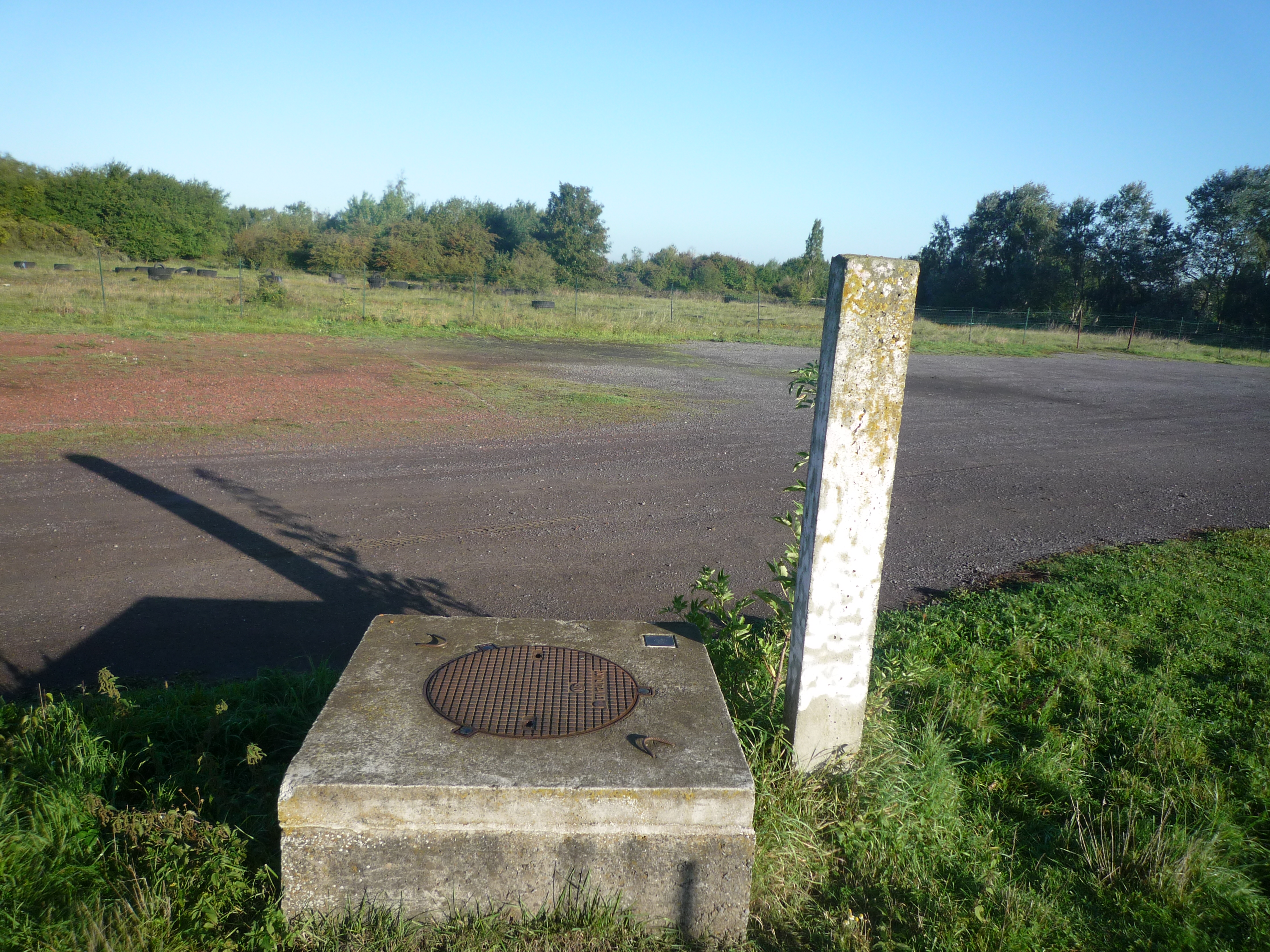
Le puits dans son environnement.

## Les terrils
Deux terrils résultent de l'exploitation de la fosse.

### Terrilno154, Lambrecht Ouest

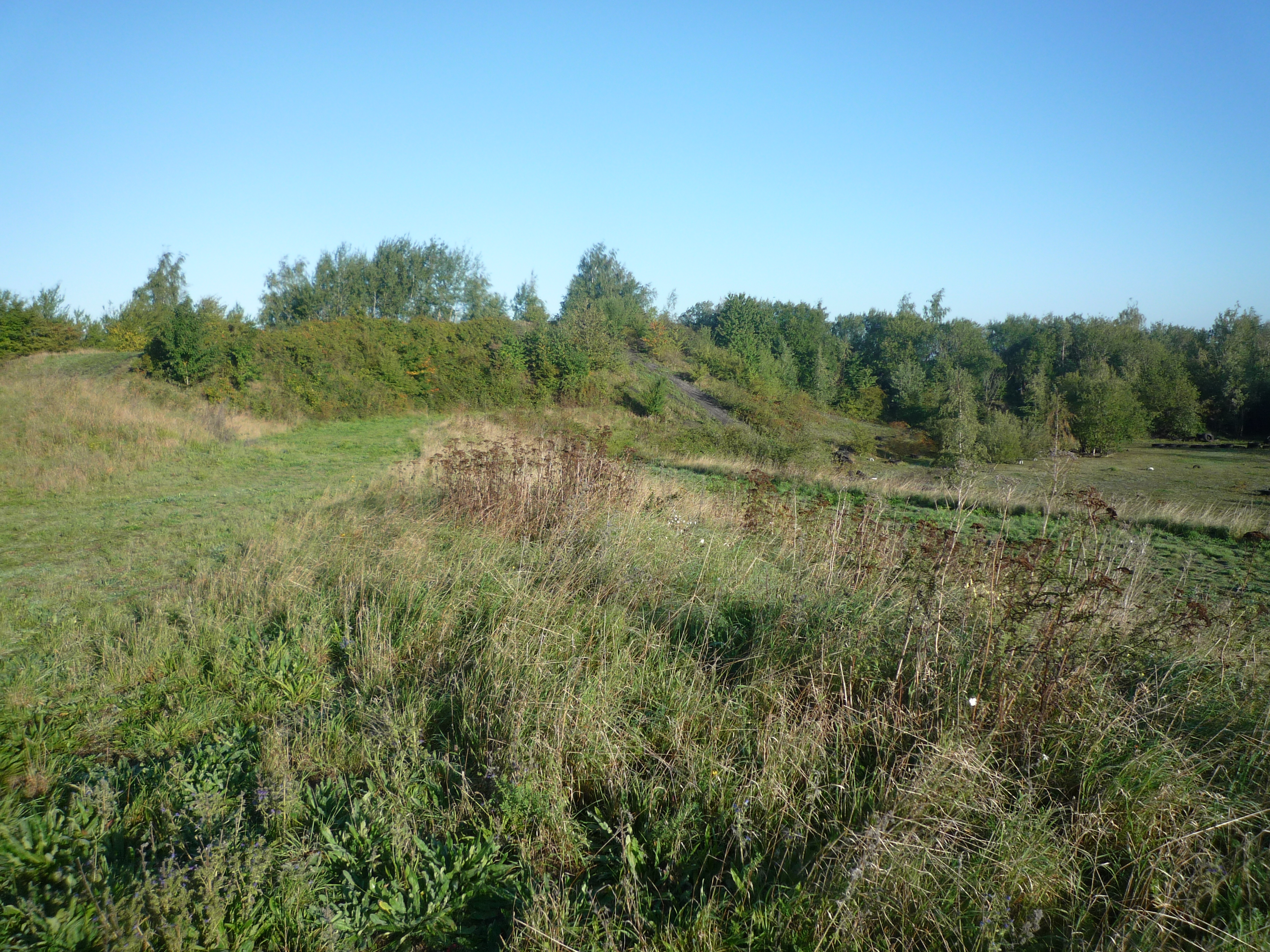
Le terril Lambrecht Ouest.

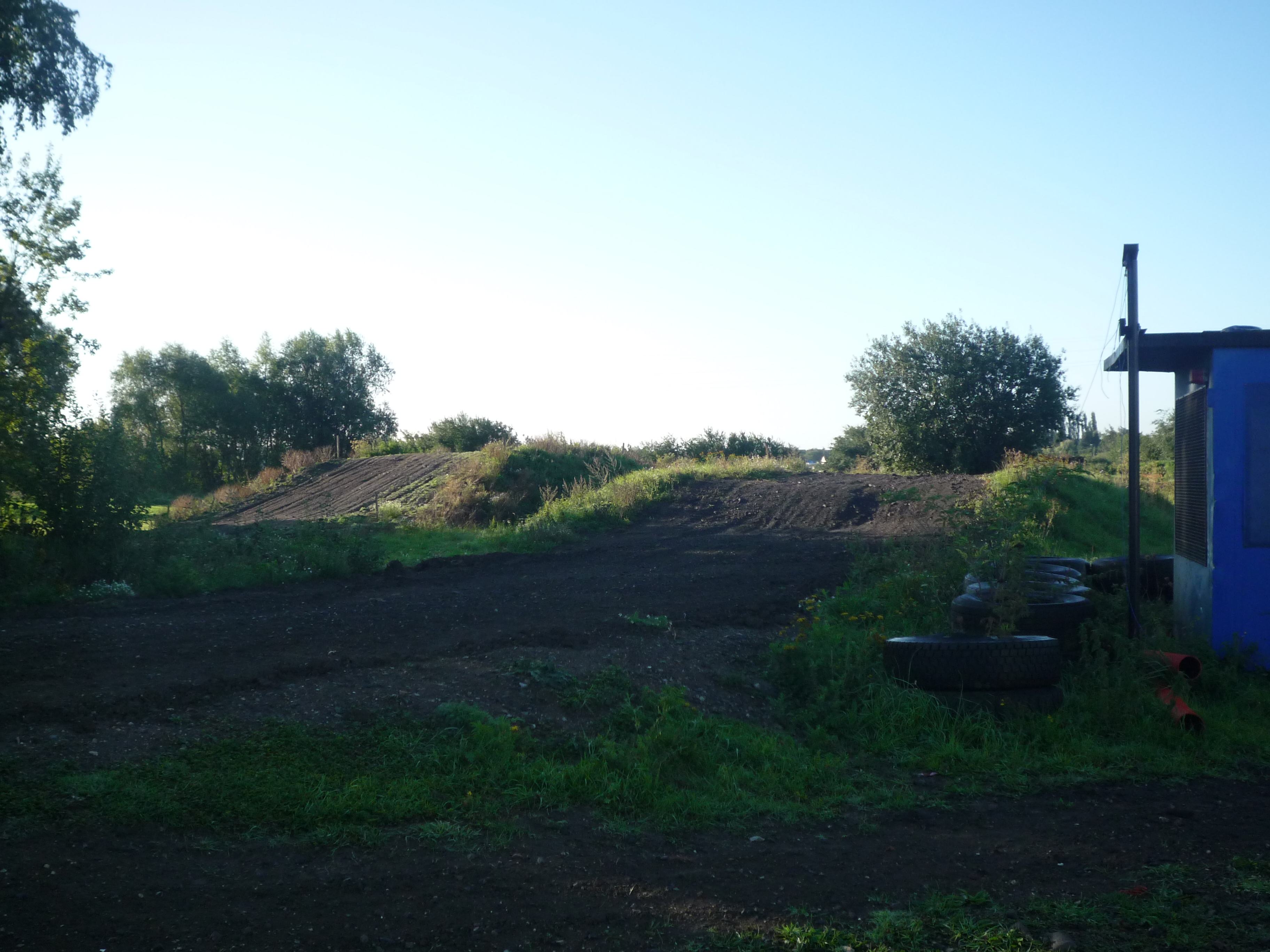
Le terril Lambrecht Est.

50° 21′ 12″ N, 3° 22′ 12″ E
Le terril no 154, Lambrecht Ouest, est situé à Hélesmes, près des limites avec Wallers. Il était alimenté par la fosse Lambrecht des mines d'Anzin, située sur le même site, un peu plus à l'est. Il s'agissait d'un terril conique qui a été en partie exploité. Il a été un temps utilisé comme terrain d'autocross.

### Terrilno155, Lambrecht Est
50° 21′ 14″ N, 3° 22′ 21″ E
Le terril no 155, Lambrecht Est, est situé à Wallers. Il était alimenté par la fosse Lambrecht, située sur le même site un peu plus au sud. Il est plat et de faible hauteur, et sert de circuit pour des motos.

## La cité
Une cité composée de quelques habitations typiques de la Compagnie d'Anzin a été bâtie à proximité de la fosse.

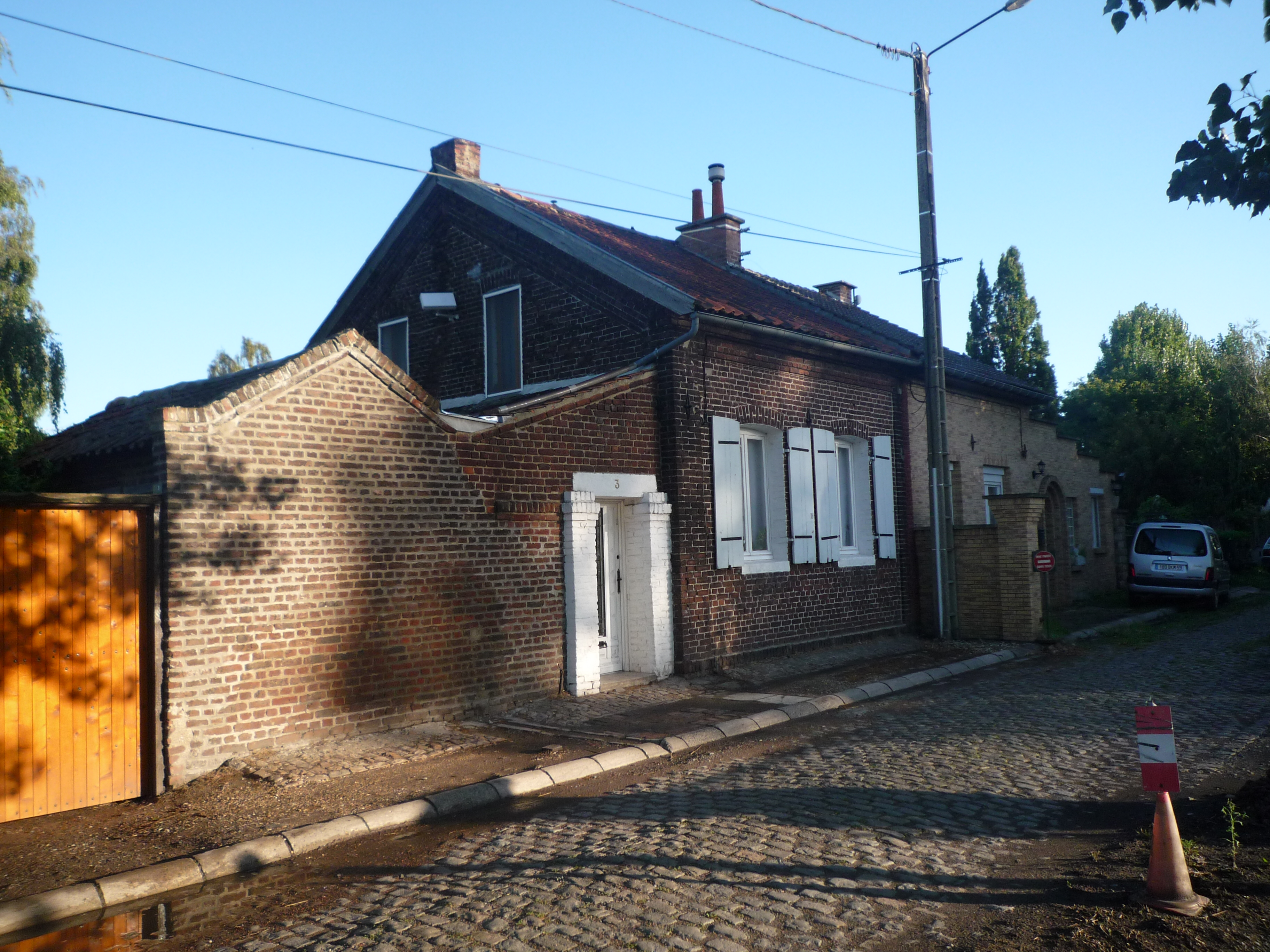
Une des maisons.
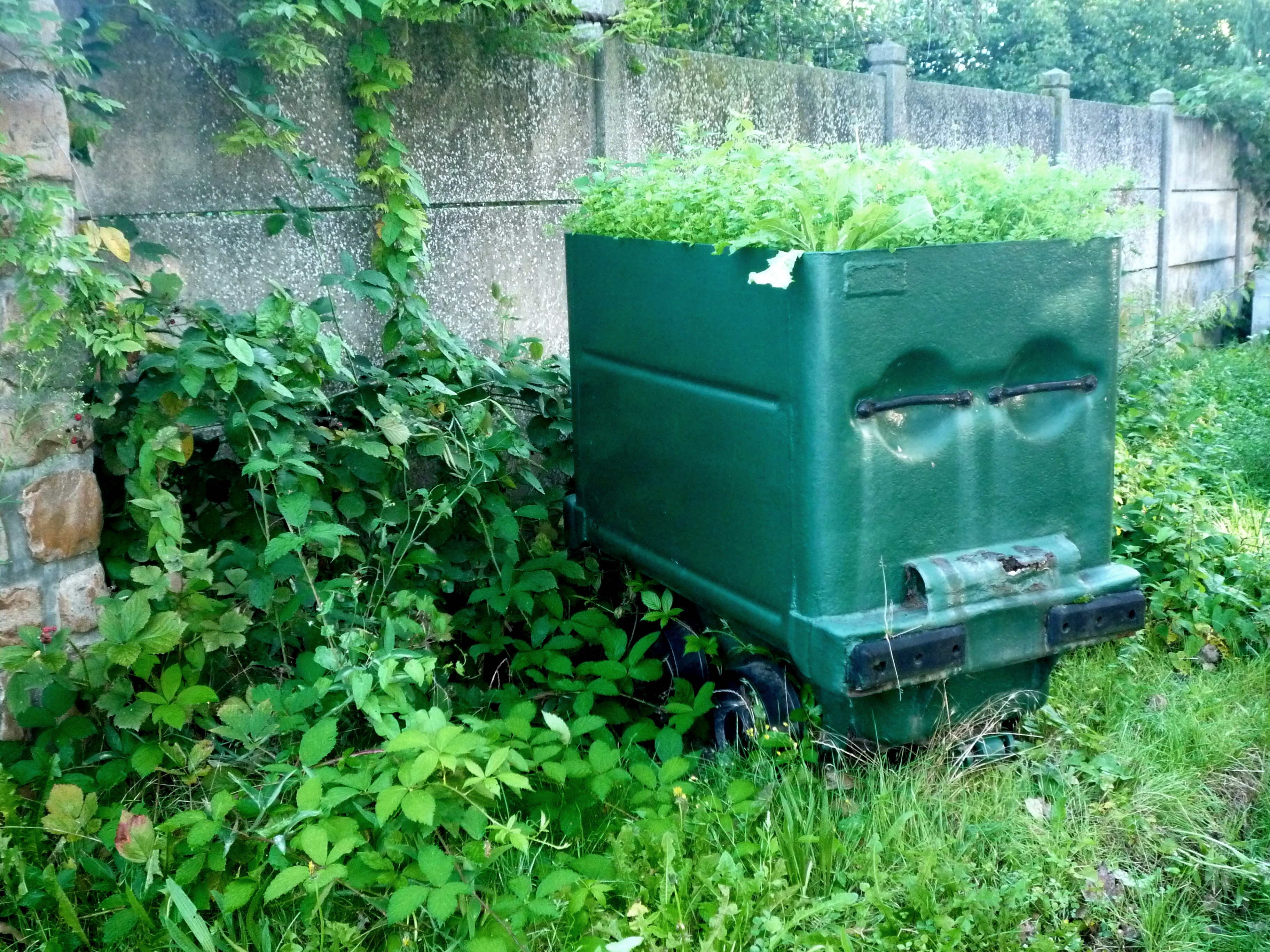
Ancienne berline réutilisée comme élément décoratif.